# Mahō shōjo

Ilustración de un personaje de manga mahō shōjo combinando elementos del diseño de Usagi Tsukino de Sailor Moon.

El mahō shōjo (魔法少女 lit. «chica mágica»?) es un subgénero del anime y manga de fantasía que tiene como tema principal a niñas o adolescentes poseedoras de algún objeto mágico o poder especial. Se denomina mahō shōnen («chico mágico») a aquellos animes y mangas cuyo género es mahō y sus protagonistas son de sexo masculino.

## Historia

### Anime y manga
El manga Ribon no Kishi, lanzado en 1953, es considerado como pionero dentro del género mahō shōjo. Himitsu no Akko-chan, serializada nueve años más tarde (1962), es generalmente considerada como el primer manga mahō shōjo. Sally, la bruja, serie que fue adaptada del manga homónimo, es considerado como el primer anime mahō shōjo. Sally, la bruja fue inspirada por la serie de televisión estadounidense Bewitched.
Hada Chappy (1972), Cutie Honey (1973) esta obra fue precursora de las chicas mágicas de definirlas a lo actual, las secuencias de transformación y luchar contra el mal. Majokko Megu-chan (1974-1975) popularizaron el término "majokko" (pequeña bruja) como nombre del género. Megu-chan se destacó por su representación de múltiples personajes mahō shōjo y la amistad entre estas. Debido al movimiento liberal femenino en Japón, las mahō shōjo comenzaron a mostrar una "cierta coquetería" en la década de 1970.
En la década de 1980, Las aventuras de Gigi (1982) y Magical Angel Creamy Mami (1983-1984) mostraron que las chicas se transformaban en una "imagen adulta de sí mismas". Esto se ha relacionado con la prominencia cada vez mayor de las mujeres de ese momento (como a política Takako Doi, la banda Princess Princess y la idol Seiko Matsuda) y la aprobación de la Ley de Igualdad de Oportunidades de Empleo en 1985.
Se considera que el manga y el anime de Sailor Moon revitalizaron y revolucionaron el género en la década de los 90 y prepararon el camino para títulos exitosos posteriores. Una característica clave de las heroínas de Sailor Moon es que sus transformaciones los hacen ver más femenino, además de su fuerza. La relación romántica entre Usagi Tsukino y Mamoru Chiba y el cuidado de Usagi por su futura hija, Chibiusa, son vistos como puntos de diferencia entre Sailor Moon y las "superheroínas occidentales típicas". Otro ejemplo notable es Cardcaptor Sakura, con su manga y series animadas posteriores muy populares dentro y fuera de Japón.

## Temas
Por lo general, la trama del estilo mahō shōjo posee las siguientes características; las niñas mágicas deben por obligación proteger algo mágico, salvar el mundo, combatir o capturar criaturas malignas (generalmente venidas de otro mundo o universo); al mismo tiempo que lidian con los problemas de su edad adolescente tales como la escuela, el amor, sus amistades, etc. En muchos casos están acompañadas por pequeñas mascotas parlantes que también pueden poseer poderes mágicos. Además, las niñas mágicas tratan de no mostrar sus poderes frente a los demás. A las chicas de este género se las muestra con un cabello de los colores naturales, como caoba, negro, castaño y rubio, o colores nada comunes, como rosa pastel, rosa fucsia, rojo escarlata, amarillo dorado, pardo rojizo, amarillo verdoso, índigo, violeta, verde fluorescente, azul cielo, azul oscuro, verde claro, púrpura azulado y muchos otros.
También son característicos los elaborados trajes y vestidos que suelen llevar cuando utilizan sus poderes mágicos, aunque no necesariamente tienen que llevar alguno. Tampoco es necesario que exista la magia en este estilo de animes, a pesar del nombre. Solo es necesario que exista algún superpoder que sirva para derrotar a sus antagonistas.

## Medios

### Serie de televisión de acción en vivo
En 1989, Shotaro Ishinomori produjo la primera serie de chica mágica en acción en vivo, ja, como parte de la Serie de Comedia Fushigi de Toei.: 7  La popularidad del programa llevó a la producción de cinco entregas más, incluyendo La Belle Fille Masquée Poitrine y ja, y todas ellas se categorizaron como la Serie Bishōjo (美少女シリーズ?).: 7  Los programas se consideraron como contrapartes femeninas de las series de tokusatsu dirigidas a jóvenes varones, como Super Sentai, Kamen Rider y Ultraman; sin embargo, el interés en el género disminuyó a principios de la década de 1990 debido a la competencia en ventas de juguetes con Sailor Moon y otros animes de chicas mágicas. Las series de chicas mágicas en acción en vivo fueron revividas con la serie Girls × Heroine, comenzando con Idol × Warrior Miracle Tunes! en 2017.

### Merchandising
Las series de chicas mágicas dirigidas a niñas a menudo se comercializaban con una línea de productos, y Kumiko Saito afirmó que el anime de chicas mágicas se comprende mejor como "anuncios de veinticinco minutos para productos de juguete", destacando los altos costos de producción y la participación de Bandai en Sailor Moon y Pretty Cure. Reiko Yamashita también mencionó Ojamajo Doremi como un ejemplo de una serie con una producción masiva de juguetes. : 114  Pretty Cure se convirtió en la quinta franquicia más taquillera de Japón en 2010, en parte debido a sus altas ventas de productos. Para la serie Girls × Heroine, la gerente de proyecto de Shogakukan, Reiko Sasaki, declaró que tuvo que crear escenarios sobre cómo integrar los juguetes en el programa. Himitsu no Akko-chan fue el primer ejemplo de una línea de productos y fue un "gran éxito".: 6  Los juguetes de la década de 1980 solían ser de colores brillantes y, en su mayoría, estuches compactos o varitas, a veces con el rostro del personaje impreso en ellos.: 11  De 1990 a 1994, los conjuntos de juguetes comenzaron a incluir colgantes como parte de los elementos de transformación, junto con motivos femeninos, como corazones y estrellas; la mayoría de los juguetes eran rosados en ese momento.>: 56  De 1995 a 1999, los juguetes se volvieron más coloridos.: 120 
Para el 20 aniversario de Sailor Moon en 2013, Bandai, el productor de su línea de juguetes, lanzó una línea de cosméticos basada en los elementos de transformación vistos en la serie, dirigida a mujeres adultas que crecieron con el programa. Esto fue seguido por una réplica a tamaño real del Moon Stick de Sailor Moon, que Bandai produjo como parte de su línea de productos ja dirigida a coleccionistas adultos, así como una línea de joyería. En los años que siguieron, otras franquicias de chicas mágicas lanzaron líneas de productos dirigidas a mujeres adultas, a través de colaboraciones con marcas de moda como ja's Japan Label,  Liz Lisa ja, Thank You Mart ja, SuperGroupies, y Favorite.

### Obras no japonesas

#### Asia
En China, Balala the Fairies es una franquicia en curso que se originó como una serie de acción en vivo antes de pasar a la animación, aunque fue acusada de plagiar a Pretty Cure.

### Europa y Estados Unidos
Similar a Japón, el concepto de heroína transformadora acuñado por Sailor Moon se hizo popular cuando el programa se transmitió en el extranjero en la década de 1990 debido al movimiento de girl power que tenía lugar en Europa y Estados Unidos en ese momento. La influencia de Sailor Moon ha llevado a que las chicas mágicas estén asociadas con las superheroínas en Occidente. Ejemplos destacados incluyen W.I.T.C.H. (2001) y Winx Club (2004) en Italia; y Totally Spies! (2001), LoliRock (2014), y Miraculous: Tales of Ladybug & Cat Noir (2015) en Francia. Series animadas de Estados Unidos, como The Powerpuff Girls (1998), Bee and PuppyCat (2013), Steven Universe (2013), Star vs. the Forces of Evil (2015), She-Ra and the Princesses of Power (2018), y Magical Girl Friendship Squad (2020), han sido influenciados por temas de chicas mágicas y hacen referencia a ellos. Los personajes en My Little Pony: Equestria Girls son descritos como "estudiantes a tiempo completo y chicas poni mágicas a tiempo parcial".